# Amatersko prvenstvo Francije 1933
Amatersko prvenstvo Francije 1933 v tenisu.

## Moški posamično
Jack Crawford :  Henri Cochet 8-6, 6-1, 6-3

## Ženske posamično
Margaret Scriven :  Simone Mathieu 6-2, 4-6, 6-4

## Moške dvojice
Pat Hughes /  Fred Perry :  Adrian Quist /  Vivian McGrath  6–2, 6–4, 2–6, 7–5

## Ženske dvojice
Simone Mathieu  /  Elizabeth Ryan :  Sylvie Jung Henrotin /   Colette Rosambert  6–1, 6–3

## Mešane dvojice
Margaret Scriven /   Jack Crawford :   Betty Nuthall /  Fred Perry  6–2, 6–3